# Jadallah Azzuz at-Talhi
Jadallah Azzuz at-Talhi (em árabe: جاد الله عزوز الطلحي) (1939 - Bengasi, 15 de junho de 2024) foi um diplomata e político líbio que atuou como primeiro-ministro da Líbia por dois mandatos.

## Biografía
Talhi ocupava a pasta do Ministério de Minas quando foi nomeado Ministro da Indústria e Recursos Minerais em julho de 1972. Talhi ocupou este cargo até março de 1977.
Foi Secretário-Geral do Comitê Geral do Povo (primeiro-ministro) da Líbia por dois mandatos, o primeiro mandato de 2 de março de 1979 a 16 de fevereiro de 1984 e o segundo mandato de setembro de 1986 a 1 de março de 1987. Em março de 1987, Umar Mustafa al-Muntasir o sucedeu como primeiro-ministro.
Talhi serviu como ministro das Relações Exteriores da Líbia no final da década de 1980, substituindo Kamal Hassan Al Mansour.  Em setembro de 1987, visitou Bagdá para restabelecer as relações exteriores e participou da criação da União do Magrebe Árabe. O mandato de Talhi durou até 1990.